# Пецеле (Терамо)
Пецеле (итал. Pezzelle) је насеље у Италији у округу Терамо, региону Абруцо.
Према процени из 2011. у насељу је живело 10 становника. Насеље се налази на надморској висини од 848 м.